# Осым
О́сым (Осма, Осьма, Осем; лат. Escamus; болг. Осъм) — река в Болгарии, правый приток Дуная, протекает по территории Ловечской, Великотырновской и Плевенской областей на севере страны.
Река имеет длину 314 км и площадь водосбора 2824 км². Среднегодовой расход воды около села Градиште — 13,3 м³/с.
Осым начинается от слияния рек Бели-Осым и Черни-Осым около города Троян. В верховье течёт преимущественно на север, в среднем течении — на северо-восток, в низовье — на северо-запад. Впадает в Дунай у села Черковица.
Города на реке: Троян, Ловеч, Летница, Левски.